# Wirtschaftskriminalität
Dieser Artikel wurde aufgrund inhaltlicher und/oder formaler Mängel auf der Qualitätssicherungsseite des Portals Wirtschaft eingetragen. 
Du kannst helfen, indem du die dort genannten Mängel beseitigst oder dich an der Diskussion beteiligst.
Wirtschaftskriminalität ist die Bezeichnung für Straftaten, die wirtschaftliche Bezüge aufweisen. Die kriminellen Handlungen können sich dabei gegen Privatpersonen, andere Unternehmen oder den Staat richten.
Mitte des 20. Jahrhunderts untersuchte Donald R. Cressey die Ursachen wirtschaftskrimineller Handlungen. Dabei entwickelte er einen der bis heute bekanntesten Erklärungsansätze der Entstehungsgründe doloser Handlungen, das Fraud Triangle. Der von Cressey vorgestellte Ansatz wird auch als Strategisches Dreieck, Doloses Dreieck, Fraud Dreieck oder Kriminalitätsrisiko-Modell bezeichnet und beruht auf Befragungen von verurteilten Wirtschaftsstraftätern.
Die wirtschaftliche Entwicklung infolge der Globalisierung seit der Wende vom 20. zum 21. Jahrhundert, die digitalen Technologien und das Zurückdrängen von rechtlich-verbindlichen Dokumentations- bzw. Formvorschriften haben zu einer neuen Dimension von Wirtschaftsdelikten geführt. In der Literatur werden diese Delikte einerseits immer noch mit Wirtschaftskriminalität oder white collar crime bezeichnet (zum Begriff White Collar siehe Blue Collar), andererseits sind aber auch neue Termini wie unter anderem Finanzbetrug auszumachen. Die oft länderübergreifenden Sachverhalte der Delikte stellen dabei die verfolgenden Behörden infolge der vielen Verschleierungsmöglichkeiten vor große Probleme.
In aktuellen Wirtschaftswachstumsmodellen gilt Wirtschaftskriminalität als einer der langfristigen und nachhaltigen Faktoren, die das staatliche Gemeinwesen und das Wirtschaftswachstum negativ beeinträchtigen. Auf globaler Ebene gelten daher die Bekämpfung von Wirtschaftskriminalität wie Korruption, Geldwäsche, Steuerhinterziehung und die Schaffung von Möglichkeiten zu deren Aufdeckung verbunden mit Rechtssicherheit (z. B. durch Vertrags- und Registersicherheit, Formvorschriften, unabhängige und effektive Gerichte bzw. Verwaltung) als Schlüssel zu Innovation, Produktivität und Wohlstand.

## Typische Delikte (Auswahl)
(Die verlinkten Artikel beschreiben in einigen Fällen speziell das deutsche Recht.)
- Betrug
- Falschbilanzierung
- Geldwäsche
- Insiderhandel
- Insolvenzdelikte
- Konkurrenzausspähung
- Wirtschaftsspionage
- Korruption
- Produktpiraterie
- Prospektbetrug
- Steuerstraftaten,[5] z. B. Cum Ex, ADR, Karusselgeschäfte
- Subventionsbetrug
- Unterschlagung
- Untreue

Auch unautorisierte Spekulationen wie die Fälle Nick Leeson und Jérôme Kerviel gehören zur Wirtschaftskriminalität.
Durch Konkurrenzausspähung werden Unternehmen von anderen Unternehmen durch Verletzung von Betriebs- und Geschäftsgeheimnissen ausgeforscht. Dies kann durch Einzelpersonen oder organisierte Gruppen erfolgen. Ist das andere Unternehmen ein ausländisches Staatsunternehmen, bzw. toleriert oder fördert ein fremder Staat die Ausspähung des betroffenen Unternehmens, so wird dies als Wirtschaftsspionage bezeichnet.
Zu den vorbezeichneten Delikten ist die damit verbundene Vermögensverschleierung anzuführen. Dazu gibt es eine international geheim arbeitende Vermögensbewahrungs- und Consultingindustrie. Diese Unternehmen und Offshore-Provider dienen vorwiegend nicht dem Zweck der legalen Steueroptimierung oder Wirtschaftsgebarung, sondern zur Umgehung von Vorschriften, einer Vielzahl krimineller Aktivitäten beziehungsweise rechtswidrigen Abschöpfung von Erträgen. Die Mitglieder dieser internationalen Finanzberatungsindustrie schaffen sich durch Benützung von Steueroasen und Ausnützung aller möglichen Lücken ihr eigenes Rechtssystem und betreiben zusätzlich massive Lobby-Arbeit zur Eröffnung neuer Schlupflöcher und zur Abschaffung von Straftatbeständen beziehungsweise Formvorschriften.

## Zur Wirtschaftskriminalität in Deutschland

### Deutsches Recht
Da in Deutschland keine Legaldefinition von Wirtschaftskriminalität besteht, greift das Bundeskriminalamt (BKA) bei der Zuordnung der Straftaten zur Wirtschaftskriminalität auf den Katalog des § 74c Abs. 1 Nr. 1 bis 6b Gerichtsverfassungsgesetz zurück.
Relevante deutsche Strafvorschriften sind u. a. enthalten in der Abgabenordnung, dem Strafgesetzbuch (teilweise), dem Handelsgesetzbuch, dem Gesetz gegen den unlauteren Wettbewerb, dem Urhebergesetz, dem Geldwäschegesetz und dem Wertpapierhandelsgesetz.

### Fallzahlen
Laut Bundeslagebild Wirtschaftskriminalität 2017 des Bundeskriminalamts (BKA) wurden in der polizeilichen Kriminalstatistik (PKS) 74.070 Wirtschaftsstraftaten registriert; das waren über 28 % mehr als 2016. Die Fallzahl lag damit deutlich über dem Durchschnitt der letzten fünf Jahre. Der Durchschnitt der letzten fünf Jahre liegt bei 65.484 Fällen. Ein umfangreicher Verfahrenskomplex aus Sachsen, in welchem wenige Tatverdächtige zahlreiche Anlagebetrugsdelikte begangen haben, wirkt sich aufgrund der Vielzahl an aufgeklärten Fällen erheblich auf die Statistik aus. Der Anteil der wirtschaftskriminellen Fälle betrug nur 1,3 % (2016: 0,9 %) der Gesamtzahl der Straftaten.
Im Gegensatz zum BKA unterscheidet PricewaterhouseCoopers in ihrer Studie 2017 zur Wirtschaftskriminalität in Deutschland zwischen der analogen Wirtschaftskriminalität und Cybercrime. Nach deren Untersuchungen ergab sich ein rasanter Anstieg der Fälle von Cybercrime im Unterschied zur rückläufigen Entwicklung der analogen Wirtschaftskriminalität. Der Anteil der analogen Wirtschaftskriminalität ist von 2015 auf 2017 von 51 % auf 45 % gefallen ist und bei Cybercrime von 34 auf 46 % gestiegen. Der Abstand zwischen analoger (49 %) und digitaler Kriminalität (46 %) ist somit weitgehend verschwunden. Allerdings verursachten analoge Formen der Wirtschaftskriminalität im Durchschnitt gesehen weiterhin deutlich höhere Schäden als Cybercrime. Die durchschnittlichen Kosten infolge eines schweren Wirtschaftsdelikts bezifferten die betroffenen Unternehmen auf 7,23 Millionen Euro, während Fälle von Cybercrime durchschnittlich Schäden in Höhe von 183.000 Euro verursachten.
Zu berücksichtigen ist dabei, dass die PricewaterhouseCoopers von Anfang Juli bis Ende September 2017 in Deutschland mithilfe eines standardisierten Fragebogens Verantwortliche aus 500 Unternehmen telefonisch interviewt, die sich in ihrem Unternehmen für den Themenbereich Kriminalitätsprävention und -aufklärung zuständig erklärt hatten. Des Weiteren wurden mit 32 Unternehmen ergänzende vertiefte Interviews zu ausgewählten Fragen durchgeführt, um detailreichere Berichte und Einschätzungen zu erhalten. Nach PwC sind Hinweisgebersysteme zur Bekämpfung von Wirtschaftskriminalität zunehmend Normalität. Der Nutzen von Hinweisgebersystemen zur Aufdeckung von Compliance-Verstößen wird kaum noch bezweifelt. 86 Prozent der Unternehmen haben mittlerweile ein solches System implementiert.
Die KPMG kommt in ihrer Studie 2018 zu dem Schluss, dass etwa jedes dritte Unternehmen von Wirtschaftskriminalität betroffen ist. Etwa zwei von drei Befragten verfügen über ein Hinweisgebersystem, eine starke Waffe gegen Wirtschaftskriminalität. Zwei von drei Befragten (66 Prozent) verfügen inzwischen über ein Hinweisgebersystem zur Meldung von Verdachtsfällen; bei den Finanzdienstleistern sind es sogar 95 Prozent. Es umfasst etwa Briefkästen oder Postfächer (57 Prozent) oder eine eigene E-Mail-Adresse (54 Prozent) zur Meldung von Verdachtsfällen. Vor allem kleinere Unternehmen haben aber offenbar große Probleme bei der Umsetzung: So beklagt jedes zweite von ihnen (49 Prozent) eine unzureichende Meldekultur. KPMG hat die Studie im Rahmen einer telefonischen Befragung branchenübergreifend bei 702 Unternehmen durchgeführt.

### Schäden
Laut Lagebild des BKA betrug 2017 der Schaden der in der polizeilichen Kriminalstatistik erfassten Wirtschaftsdelikte 3,738 Milliarden Euro. Das sind über 50,5 Prozent des in der deutschen polizeilichen Kriminalitätsstatistik durch Kriminalität ausgewiesenen Gesamtschadens. Damit ist die Schadenssumme mit über 6 % höher als 2016 (2,970 Milliarden Euro). Einzelschäden sind nicht ausgewiesen.
Nach PricewaterhouseCoopers lassen sich die finanziellen Folgen nur bedingt beziffern, da auch indirekte Konsequenzen wie z. B. Haftungsrisiken, Rechtsstreitigkeiten und Reputationsschäden zu berücksichtigen sind. Im Jahr 2018 betrug der durchschnittliche Schaden 723.000 Euro je Unternehmen. Größere Unternehmen berichteten über deutlich höhere Schäden. In der Studie der PwC bezifferten 212 befragte Unternehmen von durchschnittlichen Kosten von 7,23 Millionen Euro aufgrund gravierender Wirtschaftsdelikte.

### Problematik der BKA-Statistiken und Unternehmenszahlen
Gemäß dem ehemaligen BKA-Präsidenten Ziercke geben „die polizeilichen Daten […] das tatsächliche Ausmaß der Wirtschaftskriminalität nur eingeschränkt wieder. In erster Linie sind es die Interessenlagen der Opfer, die zur Folge haben, dass nur ein Teil der begangenen Wirtschaftsdelikte bei den Strafverfolgungsbehörden angezeigt wird. Betroffene Unternehmen fürchten Image- und Reputationsverluste. Die interne Schadensbegrenzung steht oftmals noch an erster Stelle.“
Hinzu kommt, dass die polizeiliche Kriminalstatistik, die Grundlage der BKA-Lagebilder, nur die polizeilich gemeldeten Fälle enthält. Die direkt bei den Staatsanwaltschaften angezeigten Wirtschaftsdelikte werden, da hierfür keine Meldepflicht besteht, in der PKS nicht erfasst.
Außerdem können weder die nicht entdeckten noch die nicht gemeldeten Delikte, das sogenannte Dunkelfeld, in die Schadenszahlen einbezogen werden, so dass die tatsächliche Anzahl der Fälle weitaus größer als die im Hellfeld des BKA genannten Zahlen sein dürfte.
Das BKA weist darauf hin, dass „die in der PKS erfassten Schadenssummen den durch die Wirtschaftskriminalität tatsächlich verursachten Gesamtschaden jedoch nur teilweise abbilden“ können, da „neben den entstandenen monetär darstellbaren Schäden auch die durch das kriminelle Handeln verursachten immateriellen Schäden betrachtet werden“ müssen und ferner, dass „diese Schäden statistisch kaum zu beziffern sind und diesbezügliche Schätzungen stark voneinander abweichen“ und daher „eine belastbare Aussage hierzu nicht möglich“ ist. „Unstrittig ist jedoch, dass gerade die nicht quantifizierbaren immateriellen Schäden wesentliche Faktoren für die Bewertung des Schadenspotenzials der Wirtschaftskriminalität sind.“
Auf die problematische Art der Hochrechnungen hinsichtlich der Fallzahlen und Schäden bei Unternehmen durch Einbeziehung der Verdachtsfälle wurde bereits eingegangen. In Bezug auf die Schäden gibt es eine weitere Auffälligkeit: Im Abschnitt 2.2 ist von Schäden die Rede, die Unternehmen durch wirtschaftskriminelle Handlungen entstanden sind. In keiner der aufgeführten Studien wird der eventuell entstandene Nutzen erwähnt, den Unternehmen aus eigenen wirtschaftskriminellen Handlungen ziehen. Das ist nicht weiter verwunderlich, wenn man weiß, dass diese von Wirtschaftsprüfungs- und Unternehmensberatungsgesellschaften herausgegebenen Untersuchungen hauptsächlich dem Zweck dienen, neue Aufträge für Aufdeckungs-, andere Sonder- oder Abschlussprüfungen zu erhalten, um Compliance-Abteilungen aufzubauen, das interne Kontrollsystem zu durchleuchten, Risikoanalysen vorzunehmen, Antikorruptions-Schulungen inhouse durchzuführen und was dergleichen ähnlich finanziell attraktive Arbeiten sind.
Aus diesem Grund sind derartige marketingorientierte Studien von PwC, KPMG, aber auch von Ernst&Young, Deloitte, Mummert, Euler Hermes etc. besonders in Hinsicht auf eventuelle Hochrechnungen der Fallzahlen oder der Schäden mit Vorsicht zu betrachten. Trotzdem wurden einige Zahlen im Artikel verwendet, weil das BKA für Wirtschaftskriminalität (wie auch für Korruption) keine Hochrechnungen vornimmt und daher sonst keine Orientierungspunkte für die Bewertung des Schadenspotenzials der Wirtschaftskriminalität vorliegen.

### Bekämpfung der Wirtschaftskriminalität
Ihre Kenntnisse von Fällen der Wirtschaftskriminalität können Hinweisgeber den Strafverfolgungsbehörden als Strafanzeige übermitteln. Dies kann auch anonym erfolgen, da nach dem Legalitätsprinzip die Polizei auch anonymen Anzeigen nachgehen muss. Mit einer anonymen Anzeige können sich Wissensträger vor eventuellen Folgen ihrer Anzeige schützen.

## Zur Wirtschaftskriminalität in den USA
Im Rahmen der Ermittlungen im bisher größten Betrugsfall seit der Insolvenz von Enron 2001 wurde im Dezember 2008 Bernard L. Madoff vom FBI verhaftet. Insgesamt ging es bei dem über Jahrzehnte durchgeführten Schneeballsystem um rund 50 Mrd. US-Dollar, rund 38 Mrd. € (Stand Januar 2009). Der Börsenaufsicht SEC wurde vorgeworfen, Hinweise auf Unregelmäßigkeiten jahrelang ignoriert zu haben. Am 16. Dezember 2008 räumte die SEC in einem offiziellen Statement Versäumnisse ein.

## Zur Wirtschaftskriminalität in Österreich

### Fallzahlen
Im Bereich der Wirtschafts-, Betrugs- und Urkundendelikte ist im Jahr 2014 ein Rückgang um 9,8 % auf 49.620 Anzeigen festzustellen. 2013 wurden 55.023 Fälle angezeigt. Der Großteil der Anzeigen der Wirtschaftskriminalität – 73,6 % – fällt auf die Betrugsdelikte, die Urkundenunterdrückung und die Entfremdung unbarer Zahlungsmittel. Allein bei diesen Delikten ist ein Rückgang von über 11,1 % feststellbar. Lediglich im Bereich der Urkundenfälschung ist die Zahl der Fälle um 9,6 % gestiegen, wobei vor allem die Fälschung von besonders geschützten Urkunden wie Reisepässe, Personalausweise und Führerscheine um 19 % gestiegen ist. Das ge- oder verfälschte Dokument findet nicht nur im Bereich der illegalen Migration Anwendung, sondern ist vielfach auch die „Eintrittskarte“ vor allem für Betrugsdelikte wie Kredit- und Handybetrügereien oder Geldwäsche. Um solche Dokumente möglichst früh aus dem Verkehr zu ziehen, wurde die Zusammenarbeit mit der Kreditwirtschaft und den Telekommunikationsunternehmen intensiviert. Darüber hinaus wurden auch die Mitarbeiter der Meldebehörden geschult. Die klassischen Wirtschaftsdelikte, wie Untreue, betrügerische oder fahrlässige Krida und Sozialbetrug sowie weitere in den Paragraphen 153 bis 163 des Strafgesetzbuches beschriebene Straftaten machen lediglich 2,2 Prozent der gesamten Wirtschaftskriminalität aus. Die Schäden gehen jedoch in die Milliardenhöhe. Bei diesen Delikten stieg die Aufklärungsquote 2014 um 0,8 Prozentpunkte auf 97,2 %.

## Mögliche Maßnahmen gegen Wirtschaftskriminalität
Unternehmen können in drei Phasen Wirtschaftskriminalität entgegentreten.

### Prävention
Durch Schulungen und Trainings können mögliche Bedrohungsszenarien und Herangehensweisen an diese aufgezeigt und trainiert werden. Durch Aufstellen einer unternehmenseigenen CI werden möglich Strategien vorgegeben. Ethik-Kodizes vermitteln ein Grundverständnis von Ehrlichkeit und Transparenz, auf das sich Mitarbeiter berufen können.
Maßnahmen zur Einhaltung von Regeln (Rechtstreue) werden auch unter dem Rechtsbegriff Compliance zusammengefasst.
All diese Maßnahmen helfen aber nichts, wenn Unternehmen ihre Mitarbeiter nicht richtig auswählen. 14 % aller Wirtschaftstäter haben in einem früheren Unternehmen schon verdächtig gehandelt (KPMG-Studie). Einer Untersuchung von Vahlenkamp und Knauß (1995) zufolge wird wirtschaftskriminelles und korruptes Handeln hauptsächlich den charakterlichen Eigenschaften der Täter zugeschrieben.
Das Strafgesetzbuch, das auf die meisten Wirtschaftsdelikte Anwendung findet, sieht zwar hohe Strafrahmen für Wirtschaftsdelikte vor, jedoch dürfe die abschreckende Wirkung nur bedingt sein. Die Veruntreuung von Gütern, deren Wert 5.000 Euro übersteigt, können mit Haftstrafen bis zu drei Jahren, Veruntreuung von Gütern mit einem Wert über 300.000 Euro sogar mit bis zu zehn Jahren bestraft werden.

### Detektion und Aufklärung
Wenn die Prävention versagt hat, ist das Erkennen einer Straftat und das richtige Handeln darauf wichtig. Das richtige Handeln kann präventiv auf andere wirken und Folgeschäden verhindern. Unternehmensintern gibt es die Möglichkeit, ein Prüfungswesen zu installieren, das Datenbestände überwacht und Auffälligkeiten meldet. Hilfreich hierfür ist eine analytische Prüfungssoftware, die Daten abgleicht und Rechnungen und Belege auf Richtigkeit prüft. Eine Software kann dies in einem Umfang bewerkstelligen, der einer großen Prüfungsabteilung nicht möglich ist.
Zu beachten sind in dieser Hinsicht aber Datenschutz und Persönlichkeitsrechte der Arbeitnehmer.
Auf gesetzlicher Ebene wurde in Österreich 2009 das Bundesamt für Korruptionsprävention und Korruptionsbekämpfung eingerichtet. Dieses Bundesamt ist für Korruption im öffentlichen Dienst zuständig. Auf privater Seite ist die Zentrale Staatsanwaltschaft zur Verfolgung von Wirtschaftsstrafsachen und Korruption (WKStA) zuständig. Diese ist 2011 aus der Korruptionsstaatsanwaltschaft entstanden. Damit wurde eine Behörde geschaffen, die die notwendige Kompetenz und Expertise für eine effiziente Verfolgung großer Wirtschafts- und Korruptionsdelikte in sich vereint.

### Reaktion auf Delikte
Straftaten, die intern in Unternehmen aufgedeckt werden, müssen unbedingt angezeigt werden, da sich ansonsten das Management selbst als Mittäter strafbar macht.
Delikte, die in Unternehmen begangen werden, die nicht strafrechtlich relevant sind, aber gegen die eigene CI oder den Ethikkodex verstoßen, müssen intern sanktioniert werden, um präventive Wirkung zu erzeugen.
Laut einer Studie von KPMG im Jahr 2014 geben westeuropäische Unternehmen gegenüber nordamerikanischen Unternehmen im Bereich der Prävention weit weniger aus. Einer der Gründe für das Vernachlässigen von Maßnahmen ist das Unterschätzen des Risikos, selbst von Wirtschaftskriminalität betroffen zu sein. Laut einer Studie von PwC im Jahr 2014 sind 37 % der befragten Unternehmen von Wirtschaftskriminalität betroffen.